# Grand Prix der Volksmusik 1996
Der 11. Grand Prix der Volksmusik fand am 7. September 1996 in Mainz (Deutschland) statt. Teilnehmerländer waren wie in den Vorjahren Deutschland, Österreich und die Schweiz. Wie bereits seit 1989 wurde auch in diesem Jahr in jedem Land zuvor eine öffentliche Vorentscheidung im Fernsehen durchgeführt. Dabei wurden jeweils 5 Titel für das Finale ermittelt. Die schweizerische Vorentscheidung fand am 6. April in Interlaken (Kursaal), die deutsche am 19. Mai in Ludwigshafen am Rhein (Friedrich-Ebert-Halle) und die österreichische am 29. Juni in Wien (Fernsehtheater am Küniglberg im ORF-Zentrum) statt. Die Veranstaltungen, zu denen jeweils eine CD mit allen Teilnehmern erschien, wurden live übertragen.
Das Finale wurde vom ZDF im Rahmen einer Eurovisionssendung aus Mainz übertragen und vom ORF und von der SRG übernommen. Moderatoren waren wieder Carolin Reiber (Deutschland), Karl Moik (Österreich) und Sepp Trütsch (Schweiz), die bereits durch die jeweiligen Vorentscheidungen ihres Landes führten. Die Startfolge der Titel und Länder war zuvor ausgelost worden. Nach Vorstellung der Titel ermittelten mehrere Jurys aus den Teilnehmerländern ihren Favorit, wobei die Titel des eigenen Landes nicht bewertet werden durften.
Am Ende der Wertung standen dann Daniela und Dirk als Sieger des Grand Prix der Volksmusik 1996 fest. Ihren Titel Monte Cristallo hatte Wolfgang Reis komponiert. Damit holten die beiden wie Géraldine Olivier im Vorjahr erneut den Sieg des Grand Prix in die Schweiz.
Als Austragungsort des nächsten Grand Prix der Volksmusik 1997 wurde unabhängig vom Land des Siegers Zürich festgelegt.

## Die Platzierung der schweizerischen Vorentscheidung 1996
Die ersten fünf Titel kamen ins Finale.
| Startnr.          | Interpret                 | Titel                               | Platz              | Punkte             |
| ----------------- | ------------------------- | ----------------------------------- | ------------------ | ------------------ |
| 15                | Reiner Kirsten            | Der Schäfer von Monte Castello      | 01.                | 96                 |
| 05                | Tornados                  | Es bitzli fründlich sii             | 02.                | 86                 |
| 12                | Daniela und Dirk          | Monte Cristallo                     | 03.                | 68                 |
| 14                | Oergeliplausch Basadingen | Wie chunnt de Rock’n Roll uf d’Alp? | 04.                | 64                 |
| 08                | Stixi und Sonja           | Madonna del Sasso                   | 05.                | 62                 |
| 01                | Addi und Moritz           | Hüt hammer Klasseträffe             | 06.                | 56                 |
| 06                | Philipp Mettler           | Saxi-Fäger                          | 07.                | 46                 |
| 03                | Thomas Tritten            | Ying Jang Po                        | 08.                | 40                 |
| 07                | Tommy Peters              | Deine braunen Augen                 | 09.                | 39                 |
| 02                | Franc Kompare             | Nordwand vom Matterhorn             | 10.                | 35                 |
| 13                | Rocceo                    | De Wöschbrett-Song                  | 11.                | 33                 |
| 11                | Markus Rüger              | D’Liebi fragt nöd warum             | 12.                | 19                 |
| 09                | Staufberg-Musikanten      | Wildspitz-Polka                     | 13.                | 18                 |
| 10                | Kristina Böhm             | Ob arm oder riich                   | 14.                | 16                 |
| 04                | Hasi Blattmann            | Füürwehr-Hauptprob                  | 15.                | 12                 |
| Veranstaltungsort | Veranstaltungsort         | Kursaal Interlaken                  | Kursaal Interlaken | Kursaal Interlaken |

## Die Platzierung der deutschen Vorentscheidung 1996
Die ersten fünf Titel kamen ins Finale. Die weitere Platzierung wurde nicht genannt. Daher werden die Titel nach ihrer Startfolge aufgelistet.
| Startnr.          | Interpret           | Titel                                       | Platz                                       | %                                           |
| ----------------- | ------------------- | ------------------------------------------- | ------------------------------------------- | ------------------------------------------- |
| 07                | Bianca              | Und in Val Campano ist Frühling             | 1.                                          | 18,1                                        |
| 05                | Gaby Albrecht       | Du bist das Licht                           | 2.                                          | 13,9                                        |
| 04                | Oswald Sattler      | Montagna Blu                                | 3.                                          | 12,4                                        |
| 11                | Günther Behrle      | Mutter Gottes von Altötting                 | 4.                                          | 10,7                                        |
| 15                | Margret Almer       | Der schönste Mann der blauen Berge          | 5.                                          | 07,4                                        |
| 01                | Kurt Elsasser       | Wer Tränen lacht, muss keine Tränen weinen  | ?                                           | 0?                                          |
| 02                | Jens Bogner         | Unter fremden Sternen                       | ?                                           | 0?                                          |
| 03                | Astrid Harzbecker   | Gondoliere                                  | ?                                           | 0?                                          |
| 06                | Wolfgang Edenharder | Immer wenn’s ums Geld geht                  | ?                                           | 0?                                          |
| 08                | Die Zwillinge       | Wenn du einen Freund brauchst               | ?                                           | 0?                                          |
| 09                | Coro Croz Corona    | Montanara, Hallelujah                       | ?                                           | 0?                                          |
| 10                | Mara Kayser         | Der Stoff, aus dem die Träume sind          | ?                                           | 0?                                          |
| 12                | Tomy Temerson       | Mit den Wolken zieh’n                       | ?                                           | 0?                                          |
| 13                | Karl Timmermann     | Vinela                                      | ?                                           | 0?                                          |
| 14                | Liekedeler          | Heimatleev                                  | ?                                           | 0?                                          |
| Veranstaltungsort | Veranstaltungsort   | Friedrich-Ebert-Halle Ludwigshafen am Rhein | Friedrich-Ebert-Halle Ludwigshafen am Rhein | Friedrich-Ebert-Halle Ludwigshafen am Rhein |

## Die Platzierung der österreichischen Vorentscheidung 1996
Die ersten fünf Titel kamen ins Finale.
| Startnr.          | Interpret         | Titel                                            | Platz                                            | Punkte                                           |
| ----------------- | ----------------- | ------------------------------------------------ | ------------------------------------------------ | ------------------------------------------------ |
| 10                | Die Muntermacher  | Liebe ist wie ein Schmetterling                  | 01.                                              | 82                                               |
| 12                | Monika Martin     | La Luna Blu                                      | 02.                                              | 69                                               |
| 13                | Die Obersteirer   | Irgendwer hat irgendwem                          | 03.                                              | 63                                               |
| 09                | Sound Alpin       | Super samma – singen tamma                       | 04.                                              | 57                                               |
| 03                | Die Zillertaler   | Hoamweh                                          | 05.                                              | 47                                               |
| 14                | Victor            | Der erste Blick in die Welt                      | 06.                                              | 38                                               |
| 11                | Trio Melody       | Ich will dich nicht verlieren                    | 07.                                              | 37                                               |
| 15                | Gschwandtner Buam | Dei Lieblingsmelodie                             | 08.                                              | 36                                               |
| 05                | Innkreisbuam      | Komm, druck di her zu mir                        | 09.                                              | 34                                               |
| 02                | Helga Gruber      | Eine Liebe mit dem Hauch von Ewigkeit            | 10.                                              | 21                                               |
| 06                | Frieda Rier       | Komm in mein Land                                | 11.                                              | 17                                               |
| 08                | Die Charly’s      | Du bist die Frau, von der ich träume             | 12.                                              | 15                                               |
| 04                | Bianca und Ray    | Hühner-Boogie-Woogie                             | 13.                                              | 05                                               |
| 07                | Combo Alfredo     | Alpendixie                                       | 14.                                              | 01                                               |
| 01                | Die Wolperdinger  | I steh auf die Berg                              | 15.                                              | 0                                                |
| Veranstaltungsort | Veranstaltungsort | Fernsehtheater am Königlberg im ORF-Zentrum Wien | Fernsehtheater am Königlberg im ORF-Zentrum Wien | Fernsehtheater am Königlberg im ORF-Zentrum Wien |

## Die Platzierung des Grand Prix der Volksmusik 1996
| Startnr.          | Land              | Interpret                         | Titel                               | Platz                             | Punkte                            |
| ----------------- | ----------------- | --------------------------------- | ----------------------------------- | --------------------------------- | --------------------------------- |
| 06                | CH                | Daniela und Dirk                  | Monte Cristallo                     | 01.                               | 61                                |
| 14                | D                 | Gaby Albrecht                     | Du bist das Licht                   | 02.                               | 60                                |
| 02                | D                 | Oswald Sattler                    | Montagna Blu                        | 03.                               | 55                                |
| 11                | D                 | Bianca                            | Und in Val Campano ist Frühling     | 04.                               | 50                                |
| 13                | A                 | Die Muntermacher                  | Liebe ist wie ein Schmetterling     | 05.                               | 41                                |
| 12                | CH                | Reiner Kirsten                    | Der Schäfer von Monte Castello      | 06.                               | 30                                |
| 07                | A                 | Monika Martin                     | La Luna Blu                         | 06.                               | 30                                |
| 01                | A                 | Die Obersteirer                   | Irgendwer hat irgendwem             | 08.                               | 29                                |
| 09                | CH                | Tornados                          | Ein bisschen freundlich sein        | 09.                               | 17                                |
| 03                | CH                | Stixi und Sonja                   | Madonna des Sasso                   | 10.                               | 16                                |
| 10                | A                 | Sound Alpin                       | Super samma – singen tamma          | 11.                               | 15                                |
| 05                | D                 | Margret Almer                     | Der schönste Mann der blauen Berge  | 12.                               | 12                                |
| 04                | A                 | Die Zillertaler                   | Hoamweg                             | 13.                               | 11                                |
| 08                | D                 | Günther Behrle                    | Mutter Gottes von Altötting         | 14.                               | 09                                |
| 15                | CH                | Oergeliplausch Basadingen         | Wie chunnt de Rock’n Roll uf d’Alp? | 15.                               | 08                                |
| Veranstaltungsort | Veranstaltungsort | Rheingoldhalle Mainz, Deutschland | Rheingoldhalle Mainz, Deutschland   | Rheingoldhalle Mainz, Deutschland | Rheingoldhalle Mainz, Deutschland |

Die Titel erschienen auch auf einer CD.